# Hrabstwo Camden (Karolina Północna)
Hrabstwo Camden (ang. Camden County) – hrabstwo w stanie Karolina Północna w Stanach Zjednoczonych.

## Geografia
Według spisu z 2000 roku obszar całkowity hrabstwa obejmuje powierzchnię 306 mil2 (792,54 km²), z czego 241 mil2 (624,19 km²) stanowią lądy, a 65 mil2 (168,35 km²) stanowią wody. Według szacunków United States Census Bureau w roku 2012 miało 10 090 mieszkańców. Jego siedzibą administracyjną jest Camden.

### CDP
- Camden
- South Mills